# Berlin-Wilhelmsruh
Wilhelmsruh is een stadsdeel van Berlijn. Het ligt in het westen van het district Pankow. 

## Ligging
Wilhelmsruh grenst in het noordoosten aan Rosenthal en in het zuidoosten aan Niederschönhausen. In het zuiden en zuidwesten aan Reinickendorf en in het noordwesten aan het Märkisches Viertel. 

## Geschiedenis
Wilhelmsruh werd gesticht als landhuiskolonie en behoorde aanvankelijk tot de gemeente Rosenthal en fungeerde als een villawijk van Berlijn. In 1875 werd reeds de wijk Nordend. De naam Wilhelmsruh werd op 7 februari 1894 voor het eerst officieel gebruikt. In 1900 waren er 636 inwoners. In 1920 werd Rosenthal opgenomen in Groot-Berlijn en ingedeeld in het district Pankow. Wilhelmsruh werd nu echter van Rosenthal gescheiden en toebedeeld aan het district Reinickendorf. Bij de herindeling van 1938 werd vooral het bebouwde deel van Wilhelmsruh naar Pankow overgeheveld, een deel bleef bij Reinickendorf en daar werd vanaf de jaren zestig het Märkisches Viertel gebouwd. Door de bouw van de Berlijnse Muur in 1961 werd het gebied nu grotendeels ommuurd. Na de val van Muur in 1989 werd een voetgangersoversteekplaats aangelegd in de Kopenhagener Straße en werd de S-Bahn weer gebruikt. Op 7 april 1990 werd de Kopenhagener Straße ook opnieuw voor autoverkeer geopend richting Reinickendorf. 

## Verkeer
Het station Wilhelmsruh ligt weliswaar in Reinickendorf, maar wel pal op de grens met Wilhelmsruh. Dit station wordt bediend door de S-Bahn-lijnen S1 en S26. 
Tot 1960 liep er ook een tram, de lijnen 35 en 36, maar omdat die naar het station Wilhelmsruh in Reinickendorf liepen, wat destijds West-Berlijn was, werden de lijnen opgeheven. 
Blankenburg ·
Blankenfelde ·
Buch ·
Französisch Buchholz ·
Heinersdorf ·
Karow ·
Niederschönhausen ·
Pankow ·
Prenzlauer Berg ·
Rosenthal ·
Stadtrandsiedlung Malchow ·
Weißensee ·
Wilhelmsruh